# 尼古拉·帕夫洛维奇·萨哈罗夫
尼古拉·帕夫洛维奇·萨哈罗夫（俄语：Никола́й Па́влович Са́харов，1893年8月30日—1951年），生於俄罗斯帝国弗拉基米爾省穆罗姆， 是一位俄国白军少将。

## 生平
1912年7月，尼古拉·帕夫洛维奇·萨哈罗夫成為了一名士官。他曾參與第一次世界大战，並於1917年9月升為上尉。
1918年初，他在莫斯科創辦了一個反布尔什维克组织，後來他加入了保卫祖国与自由联盟。1918年7月8日至9日，他在穆罗姆參與了一起反布爾什維克事變，不過由於事變沒有得到當地人的支持，事變失敗，尼古拉·帕夫洛维奇·萨哈罗夫在戰鬥中受傷。之後他逃到其他地方。
1918年，尼古拉·帕夫洛维奇·萨哈罗夫抵達喀山後加入了憲法制定議會議員委員會下屬的部隊。由於俄國白軍在俄國內戰中失利，1922年8月，他撤退到中華民國。後來又前往上海定居。1949年，中國人民解放軍逼近上海時，尼古拉·帕夫洛维奇·萨哈罗夫又前往美國定居，最終在舊金山去世。